# Código Civil (Chile)

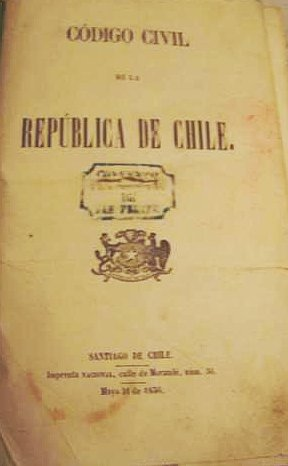
Titelseite des Código Civil de Chile (Ausgabe von 1856)

Das Chilenische Zivilgesetzbuch (Código Civil de Chile) von 1855 ist das Werk des Philosophen und Völkerrechtlers Andrés Bello (1781–1865). Der Gelehrte, der mehr als 20 Jahre lang an dem Werk gearbeitet hatte, übergab den Entwurf eines Zivilgesetzbuches 1855 dem chilenischen Präsidenten Manuel Montt Torres, der ihn dem Nationalkongress zur Verabschiedung vorlegte. Das Gesetzbuch, das das gesamte chilenische Zivilrecht regelt, trat am 1. Januar 1857 in Kraft und ist in Chile (in seiner seither vielfach geänderten Form) bis heute gültig. Es wurde in mehreren lateinamerikanischen Staaten umfassend rezipiert, zum Teil sogar (etwa in Ecuador, Kolumbien und El Salvador) fast wörtlich übernommen.
Das Zivilgesetzbuch von 1855 ist eine der frühesten und bis heute wegweisenden Kodifikationen Lateinamerikas. Als erste spanischsprachige Kodifikation gewann Bellos Entwurf ein eigenes, von europäischen Vorbildern wie dem französischen Code civil unabhängiges Profil und gilt aufgrund seiner frühen Entstehung und seiner Wirkungsgeschichte als außerordentlich wichtige Quelle für die Rechtsvergleichung. 
Bello gilt als Vertreter einer positivistischen Rechtsphilosophie, die in Amerika unter anderem aufgrund seines Wirkens früher als in Europa Verbreitung fand, und betrachtete das Gesetz als einzige Rechtsquelle mit dem Anspruch umfassenden Inhalts und exklusiver Geltung. Eine damit zusammenhängende Besonderheit seiner Kodifikation ist das konsequent durchgehaltene Territorialitätsprinzip, das ausgehend von der chilenischen Gruppe alle lateinamerikanischen Rechte mehr oder minder prägt. Kennzeichnend ist die Tendenz, alle Sachverhalte erfassen zu wollen, die irgendeine räumliche oder persönliche Beziehung zum Inland aufweisen. So unterwirft der chilenische Código Civil nicht nur alle Einwohner Chiles einschließlich der Ausländer und alle im Hoheitsgebiet des Staates befindlichen Sachen (Mobilien ebenso wie Immobilien) chilenischem Recht, sondern beansprucht in familien- und personenstandsrechtlichen Angelegenheiten sogar für Chilenen im Ausland Geltung. Ausländisches Recht hat nach dieser Lesart lediglich für Ausländer im Ausland Bedeutung, eine Anwendung des Heimatrechts von Ausländern im Inland ist dem chilenischen Recht dagegen grundsätzlich fremd und das Kollisionsnormensystem bleibt einseitig.